# Eiser
Eiser var ett svenskt företag som tillverkade trikå, grundat 26 september 1913 under namnet Sveriges Förenade Trikåfabriker, genom en fusion av följande 17 företag;
- AB Carl Eisermans Trikåfabrik, Borås
- Borås Trikåfabrik, Borås
- AB Petersen & Dekkes Trikotfabrik, Borås
- AB Evedals Trikåfabrik, Borås
- AB Nordiska Trikotfabriken, Malmö
- AB Torsbo Tricotfabrik, Vegby
- AB Örebro Yllefabrik, Örebro
- Uddebo Trikåfabriks AB, Uddebo
- AB P G Larsséns Trikåfabrik, Strömsfors
- Fritsla Yllefabrik, Willén Co, Fritsla
- Janne Sundströms Trikåfabrik, Mjölby
- N Felländers Tricotfabrik, Karlstad
- C K Schenholm & Sons Trikåfabrik, Kristianstad
- L P Kruse & Sons Trikåfabrik, Malmö
- Borås Yllefabrik, Herman Andersson, Borås
- E Eriksson & Sons Trikåfabrik, Tannefors
- Joh Salmenius Trikåfabrik, Linköping

Företaget bytte senare namn till Eiser efter sin förste chef Carl Eiserman som var verkställande direktör från starten 1913 fram till sin död 1935.
Företaget blev 1976 helägt av staten som ägt halva bolaget sedan några år innan dess. År 1978 blev Eiser moderbolag i den statliga koncernen AB Svenska Teko där även Algots och Swe-Teco ingick. Koncernen kom dock att brytas upp och delarna säljas av till enskilda personer mellan åren 1983 och 1986.